# Chantal Goya

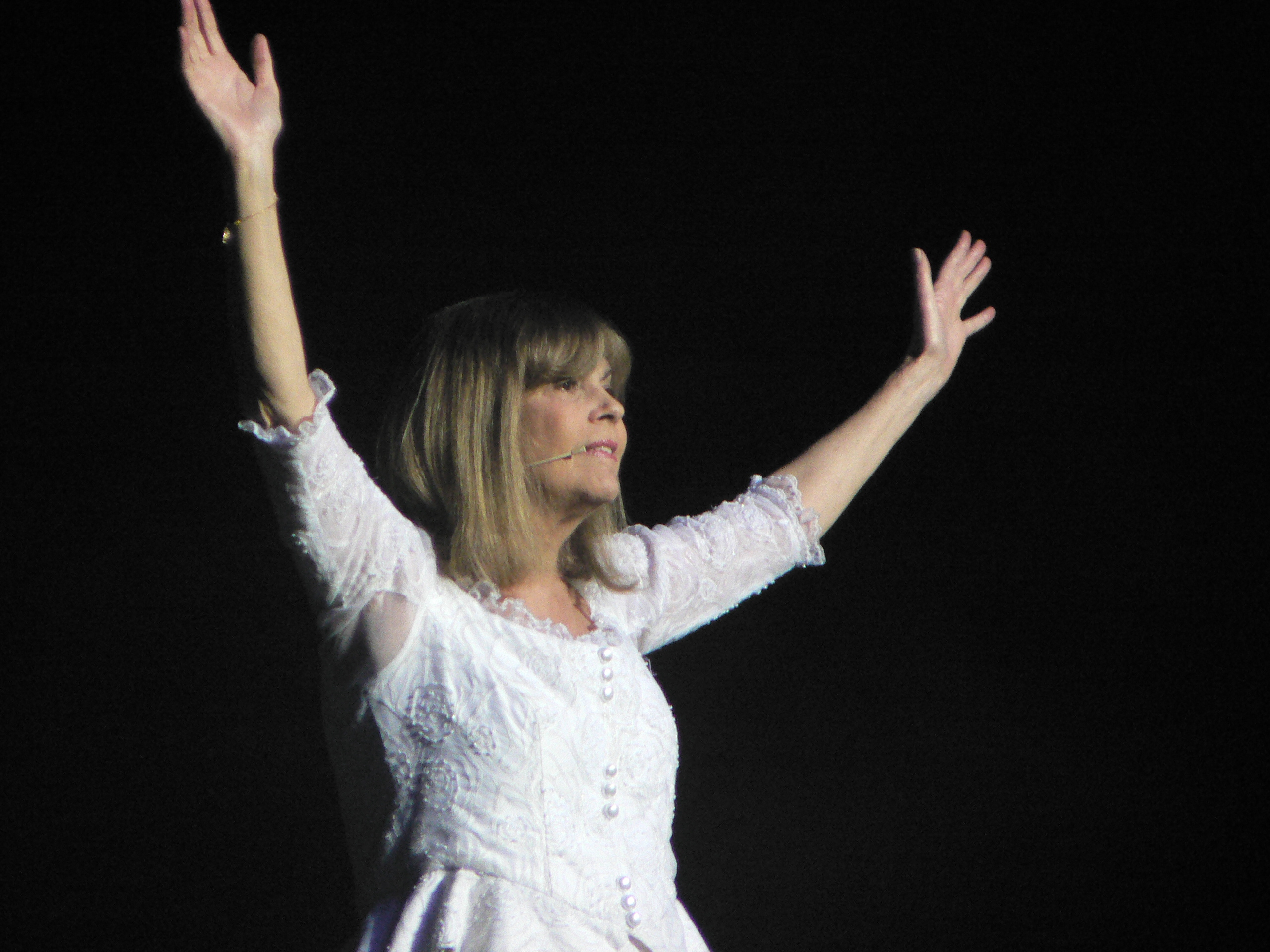
Chantal Goya (2009)

Chantal Goya (* 10. Juni 1942 in Saigon, Französisch-Indochina, heute Ho-Chi-Minh-Stadt, Vietnam, als Chantal de Guerre) ist eine französische Schauspielerin und Sängerin, die vor allem für eine Reihe von beliebten Kinderliedern bekannt ist.

## Herkunft und Anfänge
Chantal de Guerre wurde in Saigon auf einer Plantage geboren. Sie ist die älteste Tochter einer Familie mit fünf Kindern und eine entfernte Cousine des Schauspielers Claude Rich. Die Familie verließ Französisch-Indochina 1946 zu Beginn des Unabhängigkeitskonflikts und zog nach Remiremont in den Vogesen in Frankreich. In Paris schaffte Chantal de Guerre das Abitur nicht und ging nach England, wo sie ein Diplom in Englisch erwarb. Ein Wendepunkt war die Begegnung mit Jean-Jacques Debout im Jahr 1964. Weil sie aussah wie das Kind auf Francisco Goyas Gemälde Don Manuel Osorio Manrique de Zúñiga, wählte sie den Künstlernamen Goya. Sie heiratete Debout 1966 und wurde Fotomodell für die Jugendzeitschrift Mademoiselle Âge Tendre. Debout komponierte Lieder für sie, darunter C'est bien Bernard le plus vinard und Une écharpe, une rose. Sie trat in Fernsehshows auf, und der Regisseur Jean-Luc Godard bemerkte sie und besetzte sie für seinen Film Masculin – Feminin oder: Die Kinder von Marx und Coca-Cola, der 1966 erschien und in dem sie an der Seite von Jean-Pierre Léaud die weibliche Hauptrolle spielt.

## Goya als Filmschauspielerin
Godard eröffnete ihre Filmkarriere. Danach spielte sie 1967 neben Hansi Kraus, Heidelinde Weis und Claus Wilcke die Rolle der Melanie in der deutschen Filmkomödie Wenn Ludwig ins Manöver zieht. Es folgte eine Nebenrolle an der Seite von Jacqueline Bisset und Marc Porel in Ein Sommer in Frankreich. Eine wichtigere Rolle erhielt sie von Jean-Daniel Pollet in Liebe macht lustig, Liebe tut weh. Darin verkörpert sie die Provinzlerin Arlette, die von Bernadette Lafont beeindruckt ist und Prostituierte wird und dabei übersieht, dass Lafonts Filmbruder Claude Melki sie heimlich liebt. Pierre Tchernia besetzte Goya 1974 für Abgetaucht (Les Gaspards) als Filmtochter von Michel Serrault. Einen Imagewandel bewirkte Didier Kaminkas Anarchokomödie Trop c'est trop, in der drei junge Frauen (gespielt von Chantal Goya, Claude Jade und Nicole Jamet) drei Junggesellen verführen. Dies war ihre letzte Filmrolle, danach gab es noch Cameo-Auftritte als sie selbst in Le temps de vacances (1979) und Absolument fabuleux (2001).

## Goya als Sängerin
Ihr Debüt als Sängerin gab Chantal Goya 1976 mit dem Kinderlied Adieu les jolis foulards. Es folgten Bécassine, Dou ni dou ni day, J'ai le cœur en joie, j'ai le cœur en peine und C'est bien Bernard. In Frankreich ist sie noch heute als Sängerin zahlreicher Kinderlieder bekannt, von denen die meisten von ihrem Ehemann, Jean-Jacques Debout, geschrieben wurden. Ende der 1970er und Anfang der 1980er Jahre feierte sie ihre größten kommerziellen Erfolge und wurde mit einer Reihe von Goldenen und Platin-Schallplatten ausgezeichnet. Sehr beliebt am Anfang ihrer Karriere, wurde sie später wegen der Naivität ihres Repertoires auch kritisiert, etwa in einer Fernsehshow im Jahr 1985, in der Teile des Publikums, das aus vielen Eltern bestand, sie verlachten. 
Nach mehreren Jahren schwerer Depressionen kehrte Goya in die Öffentlichkeit zurück und singt nun wieder für erwachsene Fans und deren Kinder. Als Symbol der französischen Schwulenszene wird sie landesweit zu Auftritten in Szenelokalen eingeladen.

## Diskografie (Auswahl)

### Alben
| Jahr | Titel                                                    | Höchstplatzierung, Gesamtwochen, AuszeichnungChartplatzierungen (Jahr, Titel, Platzierungen, Wochen, Auszeichnungen, Anmerkungen) | Höchstplatzierung, Gesamtwochen, AuszeichnungChartplatzierungen (Jahr, Titel, Platzierungen, Wochen, Auszeichnungen, Anmerkungen) | Anmerkungen                                                                 |
| Jahr | Titel                                                    | FR | BEW | Anmerkungen                                                                 |
| ---- | -------------------------------------------------------- | --- | --- | --------------------------------------------------------------------------- |
| 2008 | Happy Birthday Marie-Rose!                               | FR— ×2DoppelplatinFR | BEW104 (62 Wo.)BEW | Charteinstieg: 2012                                                         |
| 2010 | Chantons les fables de La Fontaine                       | — | BEW100 (7 Wo.)BEW | Erstveröffentlichung: 8. November 2010 Charteinstieg: 2013 mit Roger Houzel |
| 2012 | Siffle siffle la marmotte / Les tables de multiplication | — | BEW86 (16 Wo.)BEW |                                                                             |
| 2013 | L’intégrale                                              | — | BEW122 (6 Wo.)BEW | Erstveröffentlichung: 3. November 2013                                      |
| 2013 | La planète merveilleuse                                  | FR— GoldFR | BEW109 (14 Wo.)BEW |                                                                             |
| 2015 | Les aventures fantastiques de Marie-Rose                 | — | BEW125 (5 Wo.)BEW | Erstveröffentlichung: 2. Oktober 2015                                       |

### Singles
| Jahr | Titel Album                                        | Höchstplatzierung, Gesamtwochen, AuszeichnungChartplatzierungen (Jahr, Titel, Album, Platzierungen, Wochen, Auszeichnungen, Anmerkungen) | Höchstplatzierung, Gesamtwochen, AuszeichnungChartplatzierungen (Jahr, Titel, Album, Platzierungen, Wochen, Auszeichnungen, Anmerkungen) | Anmerkungen |
| Jahr | Titel Album                                        | FR | BEW | Anmerkungen |
| ---- | -------------------------------------------------- | --- | --- | ----------- |
| 1984 | Snoopy                                             | FR5 (12 Wo.)FR | — |             |
| 1985 | Pandi-panda Snoopy                                 | FR43 (3 Wo.)FR | — |             |
| 1985 | L’alphabet en chantant –                           | FR19 (7 Wo.)FR | — |             |
| 1987 | Dou Ni Dou Ni Day Dou Ni Dou Ni Day – Bravo Popeye | FR35 (2 Wo.)FR | — |             |
| 2001 | Becassine Is My Cousine –                          | FR26 (17 Wo.)FR | BEW11 (8 Wo.)BEW |             |

grau schraffiert: keine Chartdaten aus diesem Jahr verfügbar

## Auszeichnungen für Musikverkäufe
| Goldene Schallplatte - Frankreich (IFPI) - 1980: für die Single Bécassine - 1980: für das Album C’est Guignol - 1981: für das Album Comme Tintin - 1984: für das Album Babar - 1984: für das Album Snoopy - 1984: für die Single Un Lapin - 1994: für die Single Martine Petite Maman - 2010: für das Videoalbum Happy Birthday Marie-Rose! | Platin-Schallplatte - Frankreich (IFPI) - 1977: für die Single Voulez-Vous Danser Grand-Mère / Allons Chanter Ave - 1980: für das Album La Poupée - 1980: für das Album Allons Chanter Avec Mickey - 1980: für das Album Bécassine 3× Platin-Schallplatte - Frankreich (UPFI) - 2010: für das Videoalbum Ses Trois Plus Beaux Spectacles |

Anmerkung: Auszeichnungen in Ländern aus den Charttabellen bzw. Chartboxen sind in ebendiesen zu finden.
| Land/RegionAuszeichnungen für Musikverkäufe (Land/Region, Auszeichnungen, Verkäufe, Quellen) | Gold     | Platin     | Verkäufe  | Quellen                     |
| -------------------------------------------------------------------------------------------- | -------- | ---------- | --------- | --------------------------- |
| Frankreich (SNEP)                                                                            | 9× Gold9 | 6× Platin6 | 3.987.500 | infodisc.fr snepmusique.com |
| Frankreich (UPFI)                                                                            | —        | 3× Platin3 | 45.000    | upfi.fr                     |
| Insgesamt                                                                                    | 9× Gold9 | 9× Platin9 |           |                             |